# المنطقة الشمالية (البرتغال)
المنطقة الشمالية (بالبرتغالية: Região Norte‏) واحدة من 7 مناطق جغرافية في البرتغال بحسب تقسيمات إدارة الإحصاء بالمفوضية الأوروبية. تتمتع المنطقة الشمالية في البرتغال بغطاء نباتي كثيف وثروة تاريخية وثقافية عميقة. عاصمتها هي مدينة بورتو. عدد سكانها يبلغ 4.034.271 نسمة (2007) ، ومساحتها 21.278 كم ² (الكثافة من 173 نسمة لكل كيلومتر مربع).